# K.D.A.
K.D.A. (Krebs durch Arbeit) ist eine deutsche Industrial-Rock-/Crossover-Band.

## Bandgeschichte
1992 gründete Norri Drescher Dies Irae, 1994 erfolgte die Umbenennung in K.D.A., inspiriert durch einen Zeitungsartikel des Spiegel-Magazins mit der Schlagzeile „Krebs durch Arbeit, die verheimlichte Gefahr“. In der Zeit von 1992 bis 1994 arbeitete Drescher an dem Debütalbum Jesusatan, das allerdings erst 1997 veröffentlicht wurde. Im Oktober 1998 folgte die Veröffentlichung des zweiten Albums gift, parallel dazu wurde ein Video zum Stück Polytoxicomaniac produziert.
Im Herbst 2000 stieg Norri bei Corvus Corax und Tanzwut ein und fand in Wim, Patrick und Hatz neue Mitstreiter. Nach vielen Konzerten mit immer wieder wechselnden Besetzungen wurde nun die neue Besetzung von K.D.A. gefunden, die 2006 mit Steve ergänzt wurde. Genau wie Dance or Die, wo Norri Schlagzeuger war, gehört K.D.A. zum Clan of Nihil.

## Diskografie

### Alben
- 1997: Jesusatan (Institute of Art Records / Rough Trade)
- 1998: gift (Institute of Art Records / Rough Trade)

### Remixe für andere Bands (Auswahl)
- 1997: frantic section remix für Slick – I Feel Fine
- 1997: frantic section remix für Dreadful Shadows – Burning the Shrouds
- 1999: trash beat remix für Blind Passengers – The Glory of Success
- 2000: heavy trance remix für Die Schinder – Rost’ger Dorn
- 2002: Remix für Corvus Corax – Estuans

### Samplerbeiträge (Auswahl)
- 1996: Jesusatan auf Apokalypse Now Part I
- 1997: L.i.f.e auf Nuclear Blast Vol. 11
- 1998: Polytoxicomaniac auf Deftone Sampler
- 1999: The Clan of Nihil-Compilation Vol.1